# Acrômio
Acrômio (português brasileiro) ou acrómio (português europeu) é a apófise (projecção de um osso) da extremidade externa da espinha da escápula, onde se prende ao músculo deltóide. Articula-se, nos seres humanos, com a clavícula. Faz parte da face dorsal da escápula.